# Jan Katzschke
Jan Katzschke (* 31. Januar 1972 in Neustadt am Rübenberge) ist ein deutscher Cembalist, Organist und Kirchenmusiker.

## Leben
Jan Katzschke studierte 1991 bis 1997 an der Hochschule für Musik, Theater und Medien Hannover. Zu seinen Lehrern gehören Hans Christoph Becker-Foss (Orgel), Lajos Rovatkay (Cembalo) und Heinz Hennig (Chorleitung). 1995 bis 1997 war er Kantor in Mulda, Zethau und Helbigsdorf im Erzgebirge. Hier initiierte er die Restaurierung der historischen Adam-Gottfried-Oehme-Orgel von 1788 in Zethau, die 2001 zum Abschluss kam.
1997 bis 2002 lebte er freischaffend in Freiberg (Sachsen), unter anderem als Dirigent des Collegium Musicum der TU Bergakademie Freiberg. 2002 bis 2005 wohnte er in Südbaden und betrieb private Cembalostudien bei Robert Hill.
2004 spielte er Werke von Matthias Weckmann auf Cembalo und Lautenwerk für das Label cpo ein. Diese Produktion wurde 2007 mit dem Preis der deutschen Schallplattenkritik ausgezeichnet. Ihr folgten weitere solistische CD-Aufnahmen, die bei den Labels cpo und querstand erschienen.
2005–2017 war er Kantor und Organist der Ev.-Luth. Diakonissenhauskirche Dresden. Hier dirigierte er monatliche Bach-Kantaten und rief das Festival „Orgel-Winter“ ins Leben. Seitdem lebt er wieder in seinem Heimatort Neustadt am Rübenberge, wo er den Kammerchor Neustädter Land gründete.
2007 wurde er in das Präsidium der Gottfried-Silbermann-Gesellschaft Freiberg berufen, dem er seitdem angehört. 2011 bis 2014 war er zudem deren Vizepräsident. Seit 2009 kommt er einem Lehrauftrag im Fach Orgel an der Hochschule für Kirchenmusik Dresden nach.
Jan Katzschke konzertiert als Solist, Kammermusiker und Dirigent. Zudem forscht er im Bereich der Musik des 16. bis 18. Jahrhunderts. Der lettische Komponist Rihards Dubra widmete ihm unter anderem die im Verlag Musica Baltica erschienenen Werke Super Flumina Babylonis für Cembalo sowie Ostinato, Fuga e quasi una Toccata (2011) für Orgel.

## Diskografie (Auswahl)
- 2004: So dient das Clarinet auf angenehme weiß… Kammermusik mit Chalumeau und Barock-Clarinette. Mit Christian Leitherer und Barbara Leitherer. Ambitus.
- 2006: Die lieblichen Blicke. Tastenmusik von Matthias Weckmann. Cembalo und Lautenwerk solo. cpo.
- 2010: Der Seele Paradies. Bach-Kantaten BWV 35 und BWV 169 mit obligater Orgel. Querstand.
- 2012: Bella fiamma del mio cor. Kammerkantaten aus den Gemächern der sächsischen Kurfürstin Maria Antonia Walpurgis. Mit Barbara Christina Steude. NCA.
- 2013: Johann Kuhnau: Frische Clavier-Früchte. Cembalo solo. cpo.
- 2015: Ich gieng einmal spatieren. Tastenmusik von Hans Leo Haßler. Cembalo und Orgel. Querstand.
- 2016: Vom Himmel hoch. Weihnachtliche Orgelwerke und Lieder von Johann Sebastian Bach. Mit Britta Schwarz. Querstand.

## Schriften (Auswahl)
- Der Klang der Reformation – 500 Jahre Musikkultur im Erzgebirge. Broschüre mit DVD-Beilage, Gottfried-Silbermann-Gesellschaft e.V., 2019.
- Alles was Odem hat… In: Albrecht Koch (Hrsg.): „Die erste in der Welt“ – Gottfried Silbermann und die Freiberger Domorgel aus dem Jahre 1714. Chemnitzer Verlag, 2014.
- Die Orgel in der Freiberger Kirchenmusik um 1735. In: Berit Drechsel (Hrsg.): Die Gottfried-Silbermann-Orgel der Petrikirche zu Freiberg; Entstehung – Veränderung – Rekonstruktion. Sandstein-Verlag, Dresden 2007.
- Musik um 1600 in und um Freiberg. In: Die kurfürstliche Grabkapelle im Dom zu Freiberg. Hrsg. Karl-Hermann Kandler. 2006.